# Johannes Lamparter
Johannes Lamparter (* 8. November 2001 in Hall in Tirol) ist ein österreichischer Nordischer Kombinierer. Seine bisher größten Erfolge sind der Gewinn des Weltmeistertitels im Gundersen-Wettbewerb von der Großschanze 2021 sowie der Gewinn des Gesamtweltcups in der Saison 2022/23.

## Werdegang
Erfolge in der Jugend
Lamparter, der für das Nordic Team Absam startet, absolvierte bereits im Alter von sechs Jahren unter Trainer Andreas Felder seine ersten Sprünge und versuchte sich zeitgleich auch erstmals im Langlauf. Bereits im Jahr 2014 gewann er bei den österreichischen Staatsmeisterschaften als Zweiter seine erste Medaille. Seine ersten FIS-Wettkämpfe absolvierte Lamparter im Jahr 2016. In den folgenden Jahren stellte er sich regelmäßig im Alpencup der Konkurrenz. Bei den Nordischen Junioren-Skiweltmeisterschaften 2018 in Kandersteg wurde er im Teamwettbewerb gemeinsam mit Florian Dagn, Dominik Terzer und Mika Vermeulen Juniorenweltmeister. Im Einzel verpasste er über 10 Kilometer als Vierter knapp die Medaillenränge, wohingegen er im Sprint Achter wurde. Im Anschluss daran debütierte er am 10. Feber 2018 in Eisenerz im Continental Cup und erreichte auf Anhieb die Punkteränge. Dennoch trat er im restlichen Saisonverlauf nicht mehr im Continental Cup, konnte allerdings im Alpencup seine ersten Siege erringen. Auch bei den Nordischen Skispielen der OPA im Februar 2018 gewann er die sowohl im Jugend-Einzel als auch im Team gemeinsam mit Stefan Rettenegger, Fabian Hafner und Manuel Einkemmer die Goldmedaille.
Die ersten beiden Jahre im Weltcup
Im Sommer 2018 absolvierte Lamparter seine ersten Wettkämpfe im Grand Prix der Nordischen Kombination. Auch in dieser Wettkampfserie gewann er bei seinem Debüt auf Anhieb die ersten Punkte, was ihm letztlich bei allen folgenden Wettkämpfen gelang. Sein bestes Einzelresultat stellte der zehnte Platz in Planica dar. In der Grand-Prix-Gesamtwertung belegte er den 25. Platz. Am 22. Dezember 2018 startete er in der Ramsau auch erstmals im Weltcup und erzielte einen Tag später mit dem 21. Platz seine ersten Weltcuppunkte. Anfang Januar 2019 erreichte er bei seinem einzigen Continental-Cup-Wochenende der Saison in Klingenthal hinter Jens Lurås Oftebro und Leif Torbjørn Næsvold seine erste Podestplatzierung. Diese Leistung konnte er bei den Nordischen Junioren-Skiweltmeisterschaften 2019 in Lahti bestätigen, als er neben Julian Schmid der dominante Athlet wurde. Zunächst musste er sich im Sprint Schmid geschlagen geben, ehe er gemeinsam mit Florian Dagn, Max Teeling und Marc-Luis Rainer Bronze mit der Staffel gewann. Schließlich wurde er mit rund 12 Sekunden Vorsprung auf Schmid Juniorenweltmeister im Einzel. Eine Woche später lief Lamparter in Klingenthal mit einem achten Rang erstmals im Weltcup in die Top 10. Auch bei seinem ersten Teamsprint im Weltcup zeigte er sich in guter Form und belegte zusammen mit Bernhard Gruber den sechsten Platz in Lahti. Seine erste Saison auf höchstem Niveau schloss er mit Platz 36 in der Weltcup-Gesamtwertung ab. 2019 wurde er zudem in Villach österreichischer Jugendmeister. Da Lamparter als Jugendweltmeister mit einem Weltcup-Fixplatz ausgestattet war, war er fester Bestandteil des Weltcup-Teams 2019/20, stieg jedoch erst Mitte Dezember in der Ramsau ein. Von da an erreichte er konstant die Punkteränge und konnte sich im Weltcup etablieren. Lamparter galt daher als Mitfavorit bei den Nordischen Junioren-Skiweltmeisterschaften 2020 in Oberwiesenthal, wo er mit deutlichem Rückstand auf Jens Lurås Oftebro die Silbermedaille im Gundersen Einzel gewinnen konnte. Damit erhielt Lamparter auch für die folgende Weltcup-Saison ein persönliches Startrecht zugesprochen. Darüber hinaus wurde er mit der Staffel Erster, womit er bereits seine sechste Medaille bei Juniorenweltmeisterschaften gewinnen konnte. Die Weltcup-Saison schloss er auf dem 28. Platz in der Gesamtwertung ab. Seine besten Platzierungen stellten die beiden vierzehnten Ränge in Val di Fiemme und Oberstdorf dar.
Vom ersten Weltcup-Podest zum Weltmeistertitel
Da aufgrund der COVID-19-Pandemie keine internationalen Wettkämpfe im Sommer 2020 veranstaltet wurden, dienten die österreichischen Meisterschaften 2020 in Eisenerz und Bischofshofen als wichtiger Leistungsvergleich. Während er im Gundersen Einzel von der Normalschanze den siebten Platz belegte, verpasste er von der Großschanze als Vierter knapp die Medaillenränge. Bei beiden Wettkämpfen war seine Sprungleistung deutlich besser als die Laufleistung. Zum Auftakt in die Saison 2020/21 im finnischen Ruka überraschte Lamparter den Weltcup-Zirkus mit der Schanzenrekordweite von 147,5 Metern, die ihm die Führung nach dem Sprungdurchgang brachte. Beim anschließenden Langlauf über die Sprintdistanz von fünf Kilometern zeigte er eine unerwartete Resilienz und verlor erst beim letzten Anstieg die entscheidenden Meter auf Jarl Magnus Riiber, womit er schließlich Zweiter wurde. Es war seine erste Platzierung auf dem Weltcup-Podest. Auch bei den beiden folgenden Gundersen-Wettkämpfen über zehn Kilometer bestätigte Lamparter den Aufwärtstrend und belegte die Ränge sechs und vier. Damit erreichte er den dritten Platz in der Gesamtwertung der Ruka Tour. In den folgenden Wochen etablierte sich Lamparter in der Weltspitze und lief regelmäßig unter die besten Zehn. Daher reiste er als Topfavorit zu den Nordischen Junioren-Skiweltmeisterschaften 2021 nach Lahti, wo er mit einem Vorsprung von 50 Sekunden einen Start-Ziel-Sieg einfuhr. Bei den Nordischen Skiweltmeisterschaften in Oberstdorf belegte er zunächst auf der Normalschanze Rang sieben und gewann dann gemeinsam mit Lukas Greiderer, Lukas Klapfer und Mario Seidl Bronze im Teambewerb. Auf der Großschanze ging er als Führender in den 10-Kilometer-Langlauf und gewann vor Jarl Magnus Riiber und Akito Watabe die Goldmedaille. Mit 19 Jahren kürte er sich damit wenige Wochen nach seinem vierten Juniorenweltmeistertitel zum zweitjüngsten Kombinations-Weltmeister der Geschichte. Zwei Tage später gewann er an der Seite von Greiderer auch im Teamsprint Gold. Beim abschließenden Weltcup-Wochenende in Klingenthal erreichte er als Dritter zum zweiten Mal das Podest, welches er tags darauf als Vierter knapp verpasste. Im Gesamtweltcup belegte er als bester Österreicher den sechsten Rang, in den Disziplinenwertungen wurde er Vierter im Sprunglauf sowie Zwölfter im Langlauf.
Gesamtweltcupführung und Olympiapremiere
Nach bestandener Matura musste Lamparter im Sommer einige Trainingseinheiten aufgrund einer Blinddarmoperation auslassen, weshalb er auch am Sommer Grand Prix nicht teilnehmen konnte. Sein Wettkampfcomeback feierte er bei den Österreichischen Meisterschaften, wo er sowohl auf der Normalschanze als auch auf der Großschanze hinter seinem Zimmerkollegen Mario Seidl Vizestaatsmeister wurde. Beim Saisonauftakt in Ruka setzte er sich im Endspurt gegen Jens Luras Oftebro durch und schaffte es wie im Vorjahr hinter Jarl Magnus Riiber auf Platz zwei. Am Folgetag wurde er beim Premierensieg des Deutschen Terence Weber Achter und verpasste das gelbe Trikot um nur zwei Punkte. Da am dritten Wettkampftag der Sprungdurchgang wegen zu starken Windes abgesagt werden musste, kam der provisorische Wertungsdurchgang zum Einsatz, den Lamparter vor Seidl und Riiber gewonnen hatte. Nach einem starken Rennen bei Minus 20 Grad musste sich Lamparter im letzten Stieg gegen Riiber geschlagen geben, stand aber mit Platz zwei erneut am Podest und belegte auch in der Gesamtwertung der Ruka Tour Rang zwei. Beim Teamwettkampf in Lillehammer ging er erstmals als Schlussläufer in der Staffel an den Start und belegte gemeinsam mit Stefan Rettenegger, Martin Fritz & Lukas Klapfer Rang vier, nachdem er sich im Zielsprint Akito Watabe knapp geschlagen geben musste. Beim Einzelwettkampf am Folgetag belegte er erneut Rang zwei hinter Riiber. Bei den Wettkämpfen im estnischen Otepää belegte er im Massenstart nach Rang fünf im Langlauf Endrang neun, während er am Sonntag mit Rang fünf nur knapp am Podest vorbeischrammte. Bei den Heimwettkämpfen in der Ramsau hatte Lamparter deutlich mit der Schanze zu kämpfen, verbesserte sich aber mit dritt- und viertschnellster Laufzeit noch auf die Ränge vier und elf. Nach dem Jahreswechsel startete Lamparter wieder mit deutlich verbesserter Sprungform in die Wettbewerbe im italienischen Val di Fiemme, wo er am Samstag den Sprungdurchgang für sich entscheiden und vor den Deutschen Vinzenz Geiger und Eric Frenzel seinen ersten Weltcupsieg feiern konnte. Damit wurde Lamparter mit 20 Jahren zum zweitjüngsten Sieger Österreichs nach Mario Stecher. Auch beim zweiten Wettkampf in Val di Fiemme stand Lamparter mit Rang zwei hinter Sieger Vinzenz Geiger erneut am Podest. Damit holte er auch im Gesamtweltcup auf den wegen Rückenproblemen pausierenden Norweger Jarl Magnus Riiber auf. Die beiden Großschanzenwettbewerbe in Klingenthal eine Woche später konnte Lamparter ebenfalls für sich entscheiden, womit er sich zum ersten Mal in seiner Karriere die Führung im Gesamtweltcup holte. Daher durfte er bei seinem Heimwettkampf in Seefeld erstmals mit dem gelben Trikot starten, welches er mit den Plätzen drei, zwei und zwei erfolgreich verteidigen konnte und seinen Vorsprung auf Riiber auf 147 Punkte ausbaute. Am Abschlusstag holte er die erste Laufbestzeit seiner Karriere und belegte in der Gesamtwertung hinter Jorgen Graabak Rang zwei, das bisher beste Ergebnis für einen Österreicher beim Seefeld Triple.
Somit reiste Lamparter als Gesamtweltcupführender und Mitfavorit zu seiner Olympiapremiere nach Peking. Nach Coronainfektionen von den Topleuten Riiber, Frenzel und Weber stiegen die ohnehin schon hohen Erwartungen weiter. Jedoch kam er in den Einzelbewerben nicht über die Ränge vier und sechs hinaus. Im abschließenden Staffelbewerb führte Team Österreich mit Franz Josef Rehrl, Johannes Lamparter, Lukas Greiderer und Martin Fritz zwar nach dem Springen, musste sich jedoch am Ende den Mannschaften aus Norwegen, Deutschland und Japan geschlagen geben und holte nur Blech. Aber bereits im ersten Einzelwettkampf nach den Spielen im finnischen Lahti kehrte Lamparter nach einem spannenden Duell mit Olympiasieger Geiger als Dritter aufs Podest zurück. Beim darauffolgenden Wettkampf am Holmenkollen in Oslo gelang ihm mit Rang zwei sein insgesamt neunter Podestplatz in Folge im Weltcup. Tags darauf stürzten bei schwierigen Windbedingungen am Holmenkollen viele der Favoriten ab. Lamparter schaffte es in der Loipe noch, sich von Rang 14 auf Platz acht zu verbessern, sein Vorsprung im Gesamtweltcup auf Riiber schmolz allerdings auf 19 Punkte. Beim vorletzten Wettkampf in Schonach siegte Riiber erneut vor Lamparter. Somit trennte die beiden vor dem Saisonfinale nur ein einziger Punkt. Nach dem letzten Sprungdurchgang ging Lamparter mit 28 Sekunden Rückstand auf Riiber in die abschließenden 10 Kilometer. In der letzten Runde schaffte er den Anschluss und ging sogar kurzzeitig in Führung, musste jedoch am finalen Anstieg seiner kräfteraubenden Aufholjagd Tribut zollen und wurde schlussendlich mit 21 Punkten Rückstand Gesamtweltcup-Zweiter.
Mit drei Siegen, 14 Podestplätzen, Rang zwei im Gesamtweltcup, Rang drei in der Sprungwertung und Rang fünf in der Laufwertung beendete er knapp vier Monate nach seinem 20. Geburtstag die für einen Österreicher erfolgreichste Saison seit langer Zeit.
Erster Gesamtweltcup-Sieg und Seefeld-Triple-Sieg
Nach schwieriger Saisonvorbereitung inklusive Pfeifferschem Drüsenfieber und Covid-Erkrankung startete Lamparter in die Saison 2022/23 mit Platzierungen jenseits der besten zehn. Erst Mitte Dezember gelangen ihm bei der dritten Weltcup-Station in Ramsau mit den Rängen vier und zwei seine ersten beiden Spitzenergebnisse und somit auch der erste österreichische Podestplatz dieser Saison. Nach dem Jahreswechsel zeigte er sich auf der Schanze deutlich verbessert und gewann in Otepää nach Tageshöchstweite erstmals ein Rennen im Massenstart. Im zweiten Bewerb musste er sich im Zielsprint nur dem Deutschen Julian Schmid geschlagen geben. In Klingenthal konnte er seine beiden Siege im Vorjahr wiederholen. Zuerst setzte er sich im Massenstart-Bewerb gegen seinen Teamkollegen Franz-Josef Rehrl und den zurückgekehrten Jarl Magnus Riiber durch, während er wenige Stunden später Riiber im Zielsprint besiegte und auch den zweiten Bewerb für sich entscheiden konnte. Nach 3 Siegen in den ersten 4 Bewerben nach dem Jahreswechsel reise Lamparter auch als Favorit zum Nordic Combined Triple in Seefeld an. Dort setzte er sich nach einem zweiten Platz zum Auftakt mit zwei Tagessiegen gegen die Konkurrenz durch und feierte den ersten Heimsieg in der Geschichte der prestigeträchtigen Veranstaltung. Er beendete eine lange Durststrecke und gewann erstmals wieder als Österreicher auf heimischem Boden. Außerdem konnte er das Triple als erster Österreicher in der Geschichte dieses Bewerbs gewinnen. Im Februar feierte er weitere zwei Siege in Oberstdorf und Schonach und reiste mit sieben Siegen im Gepäck zu den Nordischen Skiweltmeisterschaften in Planica an. Dort gewann er nach enttäuschendem Start (11. auf der Normalschanze) drei Bronzemedaillen (Mixed Team, Team und Großschanze) und hält im Alter von nur 21 Jahren bei bereits sechs WM-Medaillen.
Bei den letzten Weltcupstationen in Oslo und Lahti konnte Lamparter seinen Vorsprung im Gesamtweltcup auf den Norweger Jens Luras Oftebro sowie den Deutschen Julian Schmid erfolgreich verteidigen und somit krönte er sich bereits nach dem vorletzten Wettkampf in Lahti, dem Ort, wo er bereits zweimal Einzel-Juniorenweltmeister (2019 & 2021) geworden war, zum Gesamtweltcupsieger. Damit beendete er eine 22-jährige österreichische Durststrecke. Als Felix Gottwald in der Saison 2000/2001 den Weltcup gewonnen hatte, war Lamparter noch gar nicht auf der Welt. Als erst dritter Österreicher nach Gottwald und Klaus Sulzenbacher gelang ihm dieses Kunststück. Mit insgesamt sieben Saisonsiegen stellte er auch Gottwalds Rekord (6 Siege) aus der Saison 2000/2001 ein und stellte eine neue österreichische Bestmarke auf.

## Sonstiges
In der Jugend nahm Lamparter auf nationaler Ebene auch an Wettkämpfen im Skilanglauf und im Skispringen teil. So wurde er 2016 in Eisenerz österreichischer Schülermeister im Teamspringen sowie 2018 in Seefeld Bronzemedaillengewinner über 10 km Freistil.

„Es ist eine gute Grundlage. Liegestütze gehören zu jeder Sportart dazu, aber die Nordische Kombination hat Priorität“

Neben dem Wintersport ist Lamparter auch als Gewichtheber beim KSV Rum aktiv. Auf nationaler Ebene konnte er dabei als Junior einige Erfolge verbuchen. So gewann er im Juli 2016 die ASKÖ-Bundesmeisterschaft im Fliegengewicht mit erstmals 100 kg im Zweikampf sowie die Goldmedaille in der U-15-Wertung. Im Jahr 2018 wurde er in Braunau dreifacher Vize-Staatsmeister der Allgemeinen Klasse und gewann zudem die Goldmedaille in der österreichischen U-17-Wertung. Im Reißen reichte es zu 60 kg, während er im Stoßen 74 kg schaffte. Seine Schwester Anna ist ebenso als Gewichtheberin für den KSV Rum aktiv.
Lamparter besuchte das Schigymnasium Stams.

## Erfolge

### Weltcup-Siege im Einzel
| Nr. | Datum             | Ort           | Disziplin                 |
| --- | ----------------- | ------------- | ------------------------- |
| 1.  | 8. Jänner 2022    | Val di Fiemme | Gundersen Normalschanze   |
| 2.  | 15. Jänner 2022   | Klingenthal   | Gundersen Großschanze     |
| 3.  | 16. Jänner 2022   | Klingenthal   | Gundersen Großschanze     |
| 4.  | 7. Jänner 2023    | Otepää        | Massenstart Normalschanze |
| 5.  | 22. Jänner 2023   | Klingenthal   | Gundersen Großschanze     |
| 6.  | 22. Jänner 2023   | Klingenthal   | Gundersen Großschanze     |
| 7.  | 28. Jänner 2023   | Seefeld       | Gundersen Normalschanze   |
| 8.  | 29. Jänner 2023   | Seefeld       | Gundersen Normalschanze 1 |
| 9.  | 4. Februar 2023   | Oberstdorf    | Gundersen Großschanze     |
| 10. | 12. Februar 2023  | Schonach      | Gundersen Normalschanze   |
| 11. | 15. Dezember 2023 | Ramsau        | Massenstart Normalschanze |
| 12. | 16. Dezember 2023 | Ramsau        | Gundersen Normalschanze   |
| 13. | 3. März 2024      | Lahti         | Gundersen Großschanze     |
| 14. | 17. März 2024     | Trondheim     | Gundersen Großschanze     |
| 15. | 19. Jänner 2025   | Schonach      | Gundersen Normalschanze   |
| 16. | 21. März 2025     | Lahti         | Gundersen Großschanze     |
| 17. | 22. März 2025     | Lahti         | Gundersen Großschanze     |

## Statistik

### Platzierungen bei Weltmeisterschaften
| Jahr und Ort    | Wettbewerb   | Wettbewerb   | Wettbewerb | Wettbewerb | Wettbewerb |
| Jahr und Ort    | Gundersen NS | Gundersen GS | Team       | Teamsprint | Mixed-Team |
| --------------- | ------------ | ------------ | ---------- | ---------- | ---------- |
| 2021 Oberstdorf | 07.          | 01.          | 03.        | 01.        | —          |
| 2023 Planica    | 11.          | 03.          | 03.        | —          | 03.        |
| 2025 Trondheim  | 05.          | 07.          | 02.        | —          | 03.        |

### Weltcup-Platzierungen
| Saison  | Platz | Punkte |
| ------- | ----- | ------ |
| 2018/19 | 37.   | 082    |
| 2019/20 | 28.   | 0102   |
| 2020/21 | 06.   | 0602   |
| 2021/22 | 02.   | 1362   |
| 2022/23 | 01.   | 1367   |
| 2023/24 | 03.   | 1456   |
| 2024/25 | 03.   | 1317   |

### Grand-Prix-Platzierungen
| Saison | Platz | Punkte |
| ------ | ----- | ------ |
| 2018   | 25.   | 060    |
| 2019   | 30.   | 060    |
| 2022   | 20.   | 044    |

### Continental-Cup-Platzierungen
| Saison  | Platz | Punkte |
| ------- | ----- | ------ |
| 2017/18 | 72.   | 031    |
| 2018/19 | 52.   | 060    |

## Auszeichnungen
- Sporthilfe Jugendsportpreis 2019[20]
- FIS Athlet der Saison 2020/21 in der Nordischen Kombination[21]
- Tiroler Aufsteiger des Jahres 2020[22]
- Goldene Teekanne „Ski Nordisch Herren“ 2021[23]
- Audi Generation Award 2021[24]
- Österreichs Aufsteiger des Jahres 2021[25]
- Goldene Teekanne „Ski Nordisch Herren“ 2022[26]
- FIS Nordic Combined Men’s Athlete of the Year[27]